# Вильсоновская Армения
Вильсоновская Армения — армянское государство в границах, определённых арбитражным решением президента США Вудро Вильсона 22 ноября 1920 года.
Участие Османской империи в Первой мировой войне завершилось 30 октября 1918 года подписанием Мудросского перемирия. Общий круг вопросов, связанных с завершением войны, обсуждался в 1919—1920 годах на Парижской мирной конференции.  19 — 26 апреля 1920 года в городе Сан-Ремо (Италия) состоялась конференция Верховного Совета держав Антанты и присоединившихся к ним государств, в ходе которой Верховный Совет запросил чтобы: а) Соединенные Штаты приняли мандат на Армению; б) Президент Соединенных Штатов вынес Арбитражное решение, устанавливающее границы Армении с Турцией. 17 мая 1920 г. Государственный секретарь сообщил американскому послу во Франции о том, что президент согласился выступить в качестве арбитра. Мандат на Армению был отклонен Сенатом 1 июня 1920 года. В середине июля Государственный департамент начал формирование команды экспертов для Комиссии по арбитражу границы между Турцией и Арменией. После подписания Севрского мирного договора 10 августа 1920 г. между султанской Турцией с одной стороны, и Антантой с примкнувшими к ней странами —  с другой, Комиссия по разграничению начала свою работу.  В соответствии с условиями 89-й статьи Севрского договора Турция признавала Армению как «свободное и независимое государство». Турция и Армения соглашались подчиниться президенту США Вудро Вильсону по арбитражу границ в пределах вилайетов Ван, Битлис, Эрзрум и Трапезунд и принять его условия относительно доступа Армении к Чёрному морю (через Батум). 22 июля 1920г. формальный глава государства султан Мехмед VI созвал в Йылдызском дворце Сарайи Салтанат (Коронный Совет), который единогласно принял арбитражное решение Вудро Вильсона о границах между Турцией и Арменией и отправленные уполномоченные подписали этот договор в Стамбуле. Однако созванное в Анкаре Мустафой Кемалем Великое национальное собрание Турции отказалось ратифицировать этот договор.

## Переговоры
Ллойд Джордж побуждал Вудро Вильсона объявить Турецкую Анатолию (и в частности, Западную Армению) мандатной территорией. В 1919 году Вильсон отправил в Османскую империю генерала Харборда и комиссию Кинга-Крэйна, которые должны были выяснить ситуацию на местах и, в частности, разобраться с тем, насколько требования армянской стороны соответствуют 12-му из «14 пунктов».
Задачей комиссии Кинга-Крэйна было выяснение того, возможно ли создание независимого армянского государства, а также выяснение вопроса о том, может ли такое государство быть образовано под мандатом США. Комиссия пришла к выводу, что такое государство может быть создано. Генерал Харборд высказался против разделения территорий с армянским населением, так как это могло бы привести к межобщинным столкновениям, но указал, что в Восточной Анатолии армяне не составляют большинства населения, но смогут составить большинство, если обеспечить возвращение в свои дома армянских беженцев. В решении комиссии было указано, что страдания, пережитые армянским народом, привели к тому, что армяне не верят тому, что в Османской империи их права будут соблюдаться.

## Армянские аргументы
Армянская революционная федерация Дашнакцутюн, используя своё положение лидера армянского национального движения, отстаивала утверждение о том, что Западная Армения не должна быть частью Османской империи. В связи с тем, что армяне де-факто контролировали территорию вилайета Ван с 1915 по 1918 годы, дашнаки утверждали, что было бы естественным присоединить этот регион к Республике Армении. Другим аргументом в пользу создания независимого армянского государства был рост количества армян на этой территории: начиная с 1917 года выселенные турками армяне начали возвращаться в родные места, восстанавливать свои дома и возделывать землю. Так, согласно Государственному Департаменту США, в 1922 году (то есть после геноцида армян), общее число армян оценивалось в 3004 тысячи человек, из которых 817 873 человек были беженцами из Западной Армении, временно размещёнными в лагерях для беженцев в странах Европы, Америки и Ближнего Востока, еще 376 тыс. человек продолжали оставаться на своих землях в Анатолии, а из оставшихся 1 810 тыс. около 800 тыс. - это беженцы со времен гамидовской резни 1894-96 годов. В условиях возвращения беженцев армянское населения в Западной Армении составило бы около 2 млн человек.

## Решение Вильсона
8 января 1918 года президент США Вудро Вильсон подготовил и предоставил Конгрессу проект мирного договора, завершающего Первую мировую войну, известный как "Четырнадцать пунктов Вильсона": 
12. Турецкие части Османской империи, в современном её составе, должны получить обеспеченный и прочный суверенитет, но другие национальности, ныне находящиеся под властью турок, должны получить недвусмысленную гарантию существования и абсолютно нерушимые условия автономного развития. Дарданеллы должны быть постоянно открыты для свободного прохода судов и торговли всех наций под международными гарантиями.   

22 ноября 1920 г. президент США Вудро Вильсон подписал и заверил государственной печатью США Арбитражное решение о границе Армении и Турции.          То есть с 22 ноября 1920 г. Арбитражное решение вступило в силу. С этого дня турецкие права и титул в отношении провинций Ван, Битлис, Эрзерум и Трапезунд, образующих часть бывшей Османской империи (в общей сложности 143 449 кв. км) «Сборник документов лиги наций по Республике Армения 1919-1920», Издательство /Гитутюн/ НАН РА ,Ереван 2023г.,страницы 304-307, ISBN 978-58080-1522-7, отменялись и de jure признавались права и титул Республики Армения.  Хотя Севрский договор был подписан де-юре правительством Османской Турции, находившемся в оккупированном союзниками Стамбуле, Национальное собрание Турции в Анкаре отказалось его ратифицировать.

## Последствия
Как показали дальнейшие события, комиссия Кинга-Крэйна неадекватно оценила ситуацию (некоторые источники утверждают, что у неё просто не было достаточно времени для того, чтобы вникнуть во все нюансы). В сентябре 1920 года началась армяно-турецкая война, спровоцированная попыткой армянских войск занять территории, переданные ей по так и не вступившему в силу Севрскому договору. Кемалистские войска, при поддержке большевиков, в течение двух месяцев разгромили армянскую армию, но были остановлены на подступах к Еревану согласно сговору с большевиками. По Александропольскому договору Карсская область, отбитая турками, оставалась за Турцией. Договор был подписан между Арменией и Турцией. В районах, отходивших к Турции, теоретически признавалась возможность плебисцита, но при этом Армения должна была признать их «неоспоримую историческую, этническую и юридическую связь с Турцией». Конкретные вопросы прохождения армяно-турецкой границы были решены Московским договором 1921 года и Карсским договором 1921 года, которые, как и Александропольский договор, не правомочны с точки зрения международного права, поскольку стороны не имели международного признания и соответствующих полномочий .
Подписанный Турцией в 1923 году со странами Антанты Лозаннский мирный договор заменил некоторые пункты Севрского мирного договора. В Лозаннском договоре Турции удалось добиться отказа от создания «национального очага» армян, однако вопрос армяно-турецкой границы в Лозаннском договоре не рассматривался вообще .
По мнению некоторых современных армянских политиков и юристов, таких, как член Национального Демократического Полюса Ара Папян, «Вильсоновская Армения» не только имеет до сих пор юридическую силу, но и является единственным законным документом, определяющим армяно-турецкую границу.